# Monnaie royale de Belgique

Logo de la Monnaie royale de Belgique (néerlandais).

La Monnaie royale de Belgique (en néerlandais : Koninklijke Munt van België) (KMR) est l'institution qui produit la monnaie nationale belge de 1832 à 2001, pour le franc belge, puis après, pour les émissions en euro. Depuis 2017, elle a délégué sa production à d'autres fournisseurs.

## Histoire

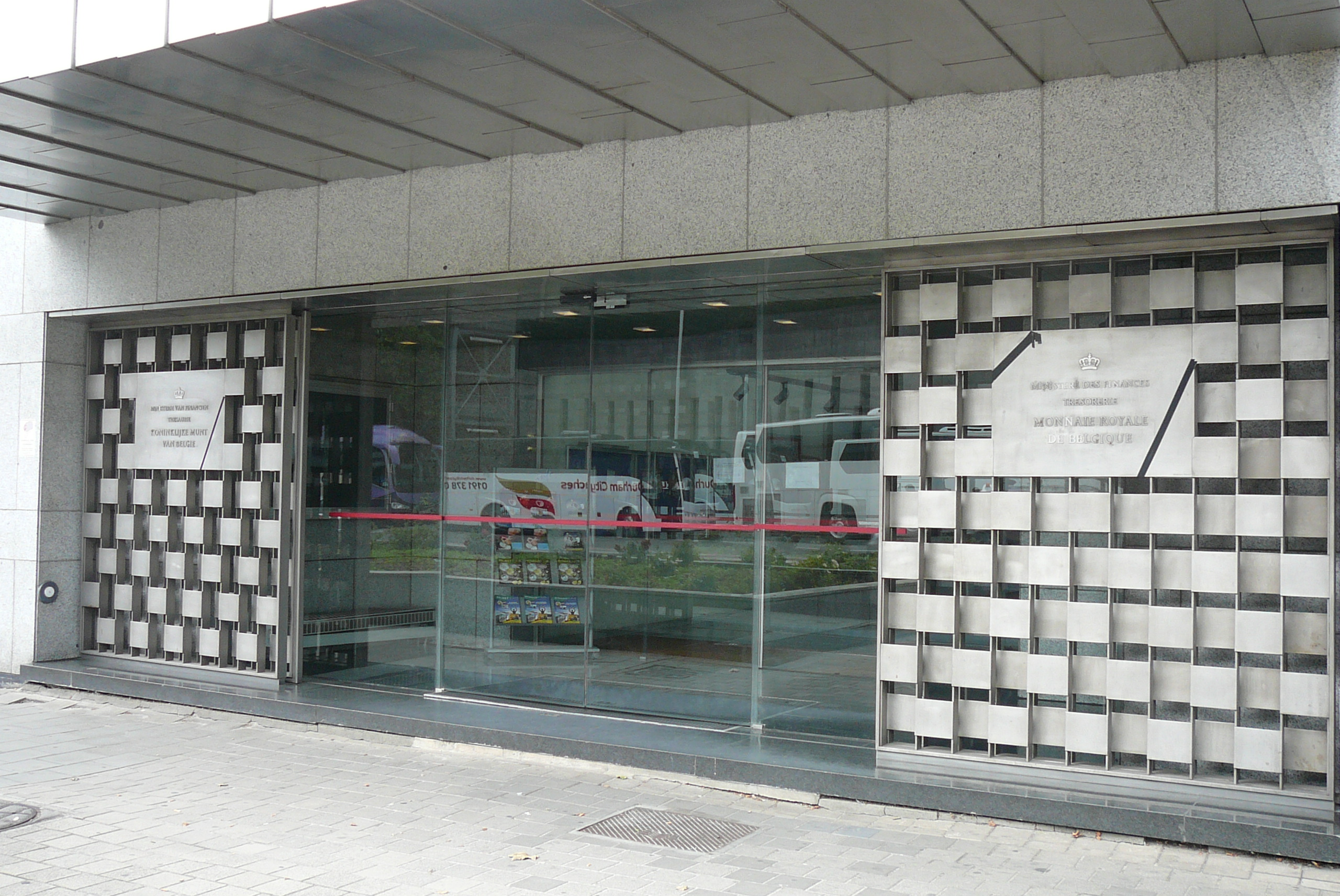
Siège de la Monnaie royale de Belgique

La Monnaie royale frappe toutes les monnaies officielles belges. 
En 1969, les locaux historiques situés à Bruxelles, l'Hôtel des Monnaies, et qui regroupaient l'ensemble des ateliers de la Monnaie royale de Belgique, sont abandonnés pour un nouveau bâtiment qui se situe désormais entre la Gare centrale et la Gare du Nord, près de la Tour des Finances.
Les pièces de monnaie sont distribuées par la Banque nationale de Belgique, laquelle est chargée également de l'émission fiduciaire.
En tant qu'entreprise d'État, la Monnaie royale dépend administrativement de l'Administration de la Trésorerie qui est elle-même soumise à l'autorité du Ministre des Finances.
Le 23 octobre 2017, la Monnaie Royale de Belgique a frappé ses dernières pièces en ses propres ateliers ; par souci d'économie, le gouvernement belge a décidé de confier la production à un sous-traitant privé, dont la société belge Heylen, propriétaire de la Monnaie royale des Pays-Bas.

## Domaines d'activité
Les domaines d'activités de la Monnaie sont :
- la frappe des pièces belges de circulation courante et de collection en euro ;
- la frappe de pièces étrangères ;
- la frappe de médailles et jetons.

## Production
Depuis 1832, de remarquables graveurs-généraux ou en chef ont été au service de la Monnaie belge et ont conçu les types de pièces circulantes : Joseph-Pierre Braemt, Léopold Wiener, Alphonse Michaux. D'importants sculpteurs-médailleurs ont également contribué comme Godefroid Devreese, Armand Bonnetain, Marcel Rau, entre autres. 
Le 16 mai 2018, la presse belge annonce qu'une monnaie de 2,5 € en laiton à l'effigie de l'équipe nationale de football sera frappée non pas par une société privée mais par la Monnaie royale des Pays-Bas, alors que cette dernière est devenue une société privée.
Actuellement, la frappe et la commercialisation des pièces et des médailles commémoratives sont faites par la Monnaie royale des Pays-Bas.